# Bodholm (Baggholma, Brändö, Åland)
Bodholm är en del av ön Baggholma i Brändö kommun på Åland (Finland). Bodholm utgör den östra delen av ön och skiljs från resten av Baggholma av den uppgrundade och igenvuxna Söderfjärden.
Bodholm har Jåsholm i norr, Gloö i öster, Delskären i söder och sitter ihop med Baggholma i väster. Sundet mellan Bodholm och Gloö heter Bodholmsströmmen och här går en mindre farled mellan Torsholma och Björnholma. Över Bodholmsströmmen går också en kraftledning.
Terrängen på Bodholm är varierad. Klipphällar blandas med ängsmark och lövskog. En grusväg går från en brygga vid Bodholmsströmmen till landsvägen på Baggholma. På Bodholm finns inga bostadshus, endast en mindre ekonomibyggnad vid ängsmarken på den södra delen.